# Thysania agrippina
La mariposa emperador (Thysania agrippina), también conocida como mariposa de alas de pájaro, diablo blanco, mariposa fantasma, Tara, gran bruja gris y "'Bruja Blanca"' es una especie  de lepidóptero ditrisio  de la familia Erebidae. Es de gran tamaño, con una envergadura de hasta 30 cm, siendo una de las mariposas más grandes del mundo. La mariposa atlas Attacus atlas, tiene mayor área alar. Se distribuye desde México hasta Uruguay, ocasionalmente llega a Texas, Estados Unidos.

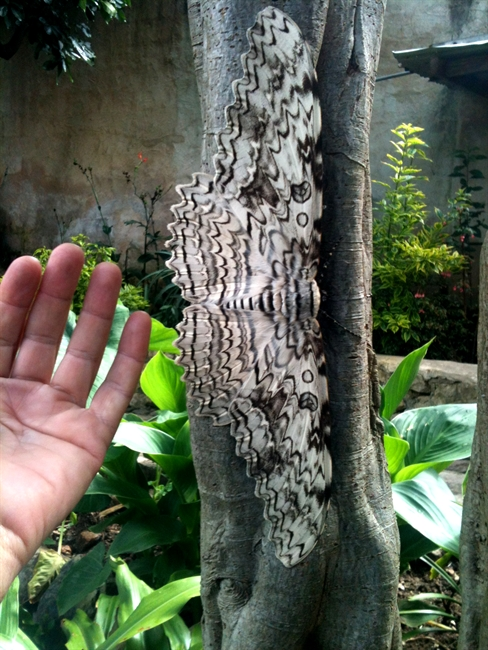
Thysania agrippina